# Urocitellus mollis
Urocitellus mollis е вид гризач от семейство Катерицови (Sciuridae). Видът не е застрашен от изчезване.

## Разпространение и местообитание
Разпространен е в САЩ (Айдахо, Вашингтон, Калифорния, Невада, Орегон и Юта).
Обитава гористи местности, пустинни области, долини и храсталаци.

## Описание
Теглото им е около 165,4 g.